# メガ・アンドレア
メガ・アンドレア (Mega Andrea) は、フランス・コルシカ島の海運会社コルシカ・フェリーズが運航しているクルーズフェリーである。

## 概要
フィンランドの海運会社シリヤラインの航路に就航させるため、1986年にフィンランド蒸気船会社（FÅA、effoa）が新船としてヴェラモ（Wellamo）を建造。その後、エストニアの船会社タリンクに譲渡され、1992年に改装しシリヤ・フェスティバル（Silja Festival）と改名、リガ - ストックホルム航路に就航。その後、カナダ・ブリティッシュコロンビア州キティマットに移送されリオ・ティントの鉱山労働者の宿泊所として2015年まで使用された。現在はイタリアにてメガ・アンドレア（Mega Andrea）と改称され、コルシカ・フェリーズによってフェリーとして運航されている。
ベッド数は1625で、巡航速度が22ノットある。

## 客室の種類
- スイート(海側)
- デラックス(海側)
- Aクラス(海側)
- Bクラス(内側)
- B2クラス(内側)
- Cクラス(内側)